# John Updike
John Hoyer Updike (Shillington, Massachusetts, Estados Unidos, 18 de março de 1932 — Beverly, Massachusetts, Estados Unidos, 27 de janeiro de 2009) foi um romancista, poeta, contista, crítico de arte e crítico literário estadunidense.
Formou-se na Universidade de Harvard em 1954 e passou um ano na Inglaterra, no Knox Fellowsship, na Ruskin School of Drawing and Fine Art, em Oxford. De 1955 a 1957, trabalhou na The New Yorker, contribuindo com contos, poemas e críticas de livros.
Tornou-se famoso e reconhecido mundialmente com sua séria de romances Rabbit, iniciada em 1960, que seguem a vida do jogador de basquetebol Harry 'Rabbit' Angstrom, escritos num período de mais de trinta anos e pelos quais ganhou por duas vezes o Prêmio Pulitzer.
Também de sua autoria, As Bruxas de Eastwick, escrito em 1984, tornou-se um best-seller e grande sucesso no cinema, no filme homônimo estrelado por Jack Nicholson e Cher. Já o romance Pai-Nosso Computador de 1986 aborda a questão da existência de Deus em face da ciência e tecnologia.
Em sua obra constam doze livros de ficção, cinco volumes de poesia e uma peça de teatro.
Considerado um dos grandes romancistas contemporâneos norte-americanos, faleceu em 27 de janeiro de 2009, vítima de câncer do pulmão, em Beverly, no estado de Massachussets, onde residia.

## Obras
Romances Rabbit
- (1960) Corre, coelho - no original Rabbit, Run
- (1971) Rabbit Redux
- (1981) Rabbit Is Rich
- (1990) Rabbit at Rest
- (1995) Rabbit Angstrom: The Four Novels
- (2001) Rabbit Remembered (uma novela na colecção Licks of Love)

Livros Henry Bech
- (1970) Bech, a Book
- (1982) Bech Is Back
- (1998) Bech at Bay
- (2001) The Complete Henry Bech

Livros Buchanan
- (1974) Buchanan Dying (peça de teatro)
- (1992) Memories of the Ford Administration (romance)

Livros Eastwick
- (1984) As bruxas de Eastwick - no original The Witches of Eastwick
- (2008) The Widows of Eastwick

Trilogia The Scarlet Letter
- (1975) A Month of Sundays
- (1986) Pai-Nosso Computador - no original Roger's Version
- (1988) S.

Outros romances
- (1959) A Feira - no original The Poorhouse Fair
- (1963) The Centaur
- (1965) Of the Farm
- (1968) Casais trocados - no original Couples
- (1977) Marry Me
- (1978) O golpe - no original The Coup
- (1994) Brazil
- (1996) In the Beauty of the Lilies
- (1997) Toward the End of Time
- (2000) Gertrude and Claudius
- (2002) Seek My Face
- (2004) Villages
- (2006) Terrorist

Colectâneas de Contos
- (1959) The Same Door
- (1962) Pigeon Feathers
- (1964) Olinger Stories (selecção)
- (1966) The Music School
- (1972) Museums And Women
- (1979) Problems
- (1979) Too Far to Go (histórias Maples)
- (1987) Trust Me
- (1994) The Afterlife
- (2000) The Best American Short Stories of the Century (editor)
- (2001) Licks of Love
- (2003) The Early Stories: 1953–1975
- (2003) Three Trips
- (2009) My Father's Tears and Other Stories
- (2009) The Maples Stories
- (2013) The Collected Stories, Volume 1: Collected Early Stories
- (2013) The Collected Stories, Volume 2: Collected Later Stories

Poesia
- (1958) The Carpentered Hen
- (1963) Telephone Poles
- (1969) Midpoint
- (1969) Dance of the Solids
- (1974) Cunts: Upon Receiving The Swingers Life Club Membership Solicitation (edição limitada)
- (1977) Tossing and Turning
- (1985) Facing Nature
- (1993) Collected Poems 1953–1993
- (2001) Americana and Other Poems
- (2009) Endpoint and Other Poems

Não ficção, ensaios e crítica
- (1965) Assorted Prose
- (1975) Picked-Up Pieces
- (1983) Hugging The Shore
- (1989) Self-Consciousness: Memoirs
- (1989) Just Looking: Essays on Art
- (1991) Odd Jobs
- (1996) Golf Dreams: Writings on Golf
- (1999) More Matter
- (2005) Still Looking: Essays on American Art
- (2005) In Love with a Wanton: Essays on Golf
- (2007) Due Considerations: Essays and Criticism
- (2010) Hub Fans Bid Kid Adieu: John Updike on Ted Williams (Library of America)
- (2011) Higher Gossip
- (2012) Always Looking: Essays on Art

Livros editados sobre Updike
- (1984) The Best American Short Stories
- (2009) The Binghamton Poems